# GNOME Keyring
GNOME Keyring és un dimoni que s'encarrega de les credencials de seguretat dels diferents usuaris, com per exemple els seus noms i les seves contrasenyes. Les dades confidencials són encriptades i emmagatzemades en un fitxer anomenat anell de claus a la carpeta home de l'usuari. L'anell de claus per defecte utilitza la contrasenya de login per l'encriptació, per la qual cosa els usuaris no han de recordar cap altra clau més.
GNOME Keyring és implementat com un dimoni i usa el nom de procés gnome-keyring-daemon. Les aplicacions poden emmagatzemar i sol·licitar contrasenyes usant la biblioteca libsecret.
GNOME Keyring forma part de l'escriptori de GNOME.

## Gestor del GNOME keyring
El GNOME Keyring Manager era una interfície d'usuari per al GNOME Keyring. Des de GNOME 2.22 és obsolet i ha estat reemplaçat completament pel Seahorse.